# ヴォルマー

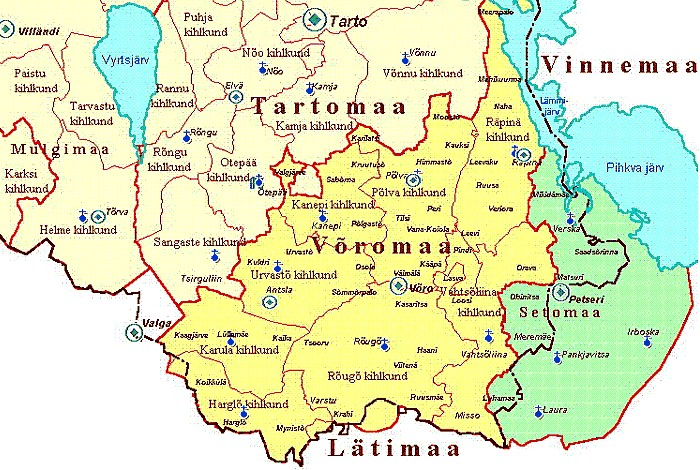
濃い黄色の領域が歴史的ヴォルマー

ヴォルマー（エストニア語: Võrumaa、ヴォロ語: Võromaa）またはヴォル地方は、エストニア南東部 (et) のヴォロ語使用地域を表す概念。日常生活においては「ヴォルマー」の語は専らヴォル県 (Võru maakond) のみを指すが、広義のヴォルマーはヴォル県のみならずポルヴァ県とヴァルカ県の一部も含む概念である。

## 沿革
「ヴォル」という語が地図に表れたのは、エカテリーナ2世の地方行政改革によって、ロシア帝国リフリャント県にヴォル郡が設置された1783年が最初である。このヴォル郡の領域が、伝統的なヴォロ語使用地域であり、現代の地域運動家が規定するヴォルマーとおおよそ一致する。
その後エストニア第一共和国時代になると、1920年にヴォル郡の西部がヴァルカマー (et) へと移管された。さらにエストニア・ソビエト社会主義共和国時代の1950年には大規模な地方行政改革が実施され、ヴォル郡は一部がポルヴァ地区へ分割されたうえで、ヴォル地区 (et) へと改組された。そしてソビエト連邦からのエストニアの独立回復期である1990年、ヴォル地区は現代のヴォル県へと改称された。
独立回復期には同時に、人工的な行政単位であるヴォル県・ポルヴァ県・ヴァルカ県ではなく、ヴォロ語という「本質的な統一性」に基づく「ヴォルマー」再興の機運が高まった。知識人の間では当初、ヴォロ語話者（ヴォル人）の祖先とされる言語集団の住んだ土地「ウカンティ」（およびその異称である「ウアンティ」「ウカラ」）をエストニア南東部の名称として復活させようとした（ただし、現代のヴォルマーはウカンティの南半分に過ぎない）。
しかし、「ウカラ」という語は若年層にはヴォルマーと結び付かず、高齢者層には蔑称と捉えられたため、この試みが定着することはなかった。今日の知識人はこの領域を、地域運動の文脈では「歴史的ヴォル地方」(ajalooline Võrumaa) と称し、一般的な文脈では「エストニア南東部」と呼んでいる。
ヴォル地域主義運動の初期には、ヴォル・ポルヴァ・ヴァルカ3県を統合したヴォルマー・アイデンティティの復興も盛んに語られた。しかし、「県」(maakond) の愛称としての「マー」(maa) の浸透によって生まれた、「ポルヴァマー」などの新語に「ヴォルマー」も埋没したため、もはや運動家もヴォルマーの統一を語ることはなくなっている。